# Gewone haarslak
De gewone haarslak (Trochulus hispidus) is een slakkensoort uit de familie van de Hygromiidae. De wetenschappelijke naam van de soort werd voor het eerst geldig gepubliceerd in 1758 door Carl Linnaeus.

## Kenmerken
Het huisje is bol, kegelvormig, samengedrukt met 6-7 windingen en is 5 tot 6 mm hoog en 5 tot 12 mm breed als deze volgroeid is. De navel is open en varieert in breedte van ongeveer 1/4 tot 1/8 van de diameter van het huisje. De mond staat schuin op de groei-as van de winding en is afgerond tot licht elliptisch. De onderzijde is meestal wat afgeplat en licht gebogen. Aan de binnenkant, aan de onderrand van de mond, bevindt zich een drempelachtige, bijna rechte lip. De schaal van het huisje is relatief dunwandig en doorschijnend. De kleur is grijsbruin tot roodbruin, het oppervlak is licht glanzend. Het vertoont grove, zeer onregelmatige groeilijnen en is in het volwassen stadium bedekt met fijne, gebogen haren. Bij oudere exemplaren of dode schelpen zijn de haren vaak afgevallen of afgevallen, en bij schelpen die lang op de grond hebben gelegen is er soms nauwelijks een spoor van deze haren. In de regel laten de bevestigingspunten van de haren echter kleine inkepingen in het oppervlak achter. Het zachte lichaam van het dier is zwartachtig.

## Geografisch voorkomen en leefgebied
De soort is wijdverbreid in bijna heel Europa. Het is alleen afwezig in het noorden van Fennoscandinavië, het noorden van Rusland en de zuidelijke mediterrane eilanden. Het komt voor in schaarse bossen, struiken, rijen hagen, tuinen en parken. Het vermijdt echter extreem droge leefgebieden. Hij leeft hier onder oud blad, dood hout en op of op de grond van brandnetels (Urticaceae).

## Levensstijl en voortplanting
De dieren eten ongeveer 50% verdord of droog plantaardig materiaal. Brandnetels hebben de voorkeur, maar ook paddenstoelen en fruit en bloemen worden af en toe gegeten.
De dieren worden geslachtsrijp voordat ze hun uiteindelijke grootte hebben bereikt. Eieren worden van mei tot september in groepen van maximaal 17 in vochtige grond of op de onderkant van rottende bladeren gelegd. De eieren zijn rond, glanzend en hebben een diameter van 1,3-1,5 mm. De ontwikkeltijd is 17 tot 26 dagen. De jongen hebben een huisje met 1,5 windingen. De dieren bereiken een leeftijd van twee jaar.